# Xbox Cloud Gaming
Xbox Cloud Gaming（Beta）（エックスボックス クラウドゲーミングベータ）は、マイクロソフトのXboxクラウドゲームサービス。
基本プレイ無料タイトル（フォートナイト）を除き、利用するにはXbox Game Pass Ultimateに加入が必須である。また、利用するにはXboxアプリ(Android、PCのみ)または専用のサイトからログインする必要がある。

## ゲーム
Xbox Game Pass対応タイトルのうち、コンソール向けの一部のタイトル（ほとんどの場合はEA PlayやXbox 360、Xbox向け作品以外）がクラウドに対応しており、2024年5月末現在、384本のクラウド対応ゲームがラインアップされている。そのうちタッチコントロール対応タイトルは2024年5月末現在、117本がラインアップされている。その中で『Hellblade：Senua's Sacrifice』はタッチコントロール対応の最初のゲームであった。

## 操作方法
コントローラー（USB接続またはBluetooth接続）
Xbox Cloud Gaming（Beta）に対応しているのは、ほとんどがコンソール向けタイトルであるため、どのタイトルでも問題なくプレイできる操作方法である。ちなみに、公式で対応しているコントローラの中には「Xboxコントローラ(第3世代～)」はもちろん、PlayStation 4のコントローラ「DUALSHOCK 4」にも対応している。 公式対応コントローラ一覧はこちらで確認できる。

タッチコントロール（スマホやタブレット等のみ）
対応タイトルごとにそれぞれ異なるボタンレイアウトが設定がされている。例えば、そのゲームで使わないボタン・スティック類は省略されたり、同時にボタンやスティック入力が必要な場合はそれらが統合されたボタンを用意するなど、ゲーム内容に合わせて設定されている。中には専用のグラフィックでUIを表示するタイトル（Minecraft Dungeonsなど）やゲーム画面を直接タッチして操作できるタイトル（ダンガンロンパシリーズなど）、ジャイロセンサーを用いて操作できるタイトル（Gears 5）など様々である。

マウスとキーボード（PC）
下記の通り、2024年5月以降順次対応した。2024年5月末時点で22タイトルが対応している。

## セーブデータ
ゲームのセーブデータはクラウドに保存され、同じアカウント内であればPCやXbox One/Xbox Series X/Sで共有される。これにより誰でも、外出先などでゲームの続きをプレイすることができるようになる。また、この機能に関してはXbox One/Xbox Series X/Sで、Xbox Game Pass Core（旧 Xbox Live Gold）に加入しなくても利用できる機能である。逆に、手動操作でオフライン用のセーブデータを作ることは不可能である。セーブ画面の同期はゲームのタイトル画面、またはタイトル画面に入る直前のロード画面で専用のウィンドウが表示され、自動的に同期される。Xbox 360のセーブデータは従来のXbox 360と同じメニューからクラウドストレージを選択する。

## 開発
MicrosoftがE3 2018で本サービスをティザー公開し、その数ヶ月後の2018年10月に「project xCloud」を正式発表した。同社は2019年3月にサービスのデモを行い、Xbox Oneコントローラーを用いてAndroidスマートフォンでレースゲーム『Forza Horizon 4』をプレイした。Xboxの責任者フィル・スペンサーは、この間にプライベートサーバーを使用してリモート接続でゲームをテストしていた。本サービスは、10月の正式発表にあわせて社内テストが実施され、2019年5月からは公衆ネットワークでの社外テスト「takehome」に移行した。
マイクロソフトは同社のXboxコンテンツライブラリにより、Stadiaなどの競合他社よりも魅力的なサービスになると述べている。ローンチ時のハードウェアはXbox One Sベースのブレードサーバを使用していたが、2021年6月にXbox Series Xベースのサーバーへと移行を開始した。各サーバには当初、2018年のティザー用に4つのカスタマイズされたXbox One Sベースのユニットがあったが、2019年のサービスローンチ用に2Uの筐体内のサーバごとに8つと倍増した。標準のXbox One Sと比較して、プロセッサー固有の電力調整により、消費電力を30％削減している。映像出力は120 Hzに設定され、レイテンシを低くしている。
使用可能なコントローラーはXbox One以降のコントローラーのほか、Windows 10、Android、iOS版においてソニー・インタラクティブエンターテインメントのPlayStation 4用のコントローラーであるDUALSHOCK 4のサポートもされている。
2020年5月5日、Project xCloudのプレビュー版（ビデオオンライブ）がスペイン（ヨーロッパ）でリリースされた。
2020年7月16日、「Xbox Game Pass」と「Project xCloud」を統合し、Project xCloudでXbox Game Passタイトルのプレイが可能になることを予告した。開始時期は9月を予定し、利用料金はXbox Game Pass Ultimateに含まれる。
2020年9月15日、世界22の国々の「Xbox Game Pass Ultimate」会員に向けて、Android版のβ版を正式リリースした。
2020年9月24日、Xbox Tokyo Game Show Showcaseにおいて、2020年開始と予定していたXboxプラットフォームのクラウドゲームサービス（βテスト）「Project xCloud」を日本において、2021年前半に延期すると発表した。
2020年11月12日、Microsoftは、日本国内における「Project xCloud」のβテスト（Androidのみ）を、同年11月18日より開始することを発表した。また、本プログラムへ向けた参加登録の受付を、同年11月12日より実施した。
2021年4月20日、Microsoftは、海外でのサービス名を「Project xCloud」改め「Xbox Cloud Gaming（Beta）」と決定し「Xbox Cloud Gaming（Beta）」の先行体験版（Windows 10/iOS）を4月20日より、世界22の国々で開始することを明らかにした。しかし、日本は対象外だった。日本国内においての名称は「Project xCloud」のままで、βテストをできるのは、Androidのみである。また、これまではAndroid版は提供されていたものの、iOS版には提供されないという状況が続いていた。この状況は、Appleが他社製クラウドゲームサービスのiOS版を「App Storeの利用規約に反している」として認めてこなかったことが原因だった。Microsoftは利用規約違反という状況を避けるため、App Storeを用いない「ブラウザ版」の開発を進め、iOSでは専用のサイトにログインし「Xbox Cloud Gaming（Beta）」を提供する方式になった。Windows 10版は、iOS版と同じ専用サイトで提供され、Xboxアプリでも提供される。
2021年6月28日、同年4月20日に世界22の国々で開始されていたWindows 10/iOS版の「Xbox Cloud Gaming（Beta）」の先行体験版を終了し、Windows 10、iOS/Androidの「Xbox Cloud Gaming(Beta）」のサービスを世界22の国々向けに正式に開始したことを発表した。なお、日本は対象外だった。
2021年8月25日、Microsoftは、2021年末にXbox Cloud Gaming（Beta）をコンソール（Xbox Series X/S、Xbox One）で利用可能になる機能を追加することを決定した。それによりXbox Game Pass Ultimate会員はXbox Game Pass対応ゲームをインストールせずにあそべるようになる。さらにXbox OneではXbox Series X/S専用タイトル（Xbox Cloud Gaming対応ソフトのみ）の一部をXbox Cloud Gaming経由で遊ぶことができるようなる。
2021年9月30日、Tokyo Game Show 2021において、Project xCloud改め「Xbox Cloud Gaming（Beta）」を日本を含む4ヶ国に同年10月1日に正式リリースすることを発表した。また、日本でもAndroidに加えWindows 10/iOSでもプレイ可能になった。海外同様βサービスとなり、契約的、あるいは技術的な問題から、Xbox Game Passとプレイできるタイトルは同一ではなく、厳選された一部が遊べる仕様となっている。
2021年11月18日、Xbox Cloud Gaming（Beta）をコンソール（Xbox Series X/S、Xbox One）で利用可能になる機能をXbox Cloud Gaming対象地域のすべての対象ユーザーに順次提供が開始された。
2022年5月6日、基本プレイ無料タイトルであるFortniteのみXbox Game Pass Ultimateに加入しなくてもプレイできるようになった。また、Microsoftは今後、基本無料のタイトルをXbox Cloud Gamingに追加し、それらに限っては今後もXbox Game Pass Ultimateに加入せずとも遊べるようにする予定である旨を発表した。
2022年6月9日、Microsoftは、2022年内にXbox Game Passのライブラリ以外のゲームタイトルもプレイできるようにする構想を明らかにした。開始時期は2022年中を予定。これが実現すると、すでに所有しているか、購入したタイトルもクラウドプレイの対象となる。対象タイトルはまだ明らかになっていないが「Xbox Game Passのライブラリにないタイトルもプレイできるようになる」と構想が語られており、今後、「Xbox Game Passには非対応だが、Xbox Cloud Gamingには対応する」というタイトルが生まれる見込みである。
2022年10月12日、Metaのオンラインイベント「Meta Connect」にてXbox Cloud Gamingが同社のMeta Quest Storeに導入予定であることを発表した。Meta Quest 2への対応を予定しており、Xboxコントローラーを接続してVR空間内の大型2Dスクリーンでプレイできるようになることを明かした。
2023年12月14日、Meta Quest Store向けのXbox Cloud Gamingアプリを配信開始。対応デバイスはMeta Quest 2のほか、Meta Quest Pro、Meta Quest 3。Meta Quest Pro / 3のフルカラーパススルーにも対応し、VR空間や現実の景色の中でプレイできる。
2024年5月17日、一部タイトルのみマウスとキーボード操作に順次対応した。最初に対応するタイトルは22タイトルとなり、こちらで確認できる。
2024年6月27日、Amazon.comとの協業により、同年7月からFire TV Stick 4KでもXbox Cloud Gamingが利用可能になることを発表した。サービス開始当初は、最新型（第2世代以降）の4Kと4K Maxのスティックのみが対応していたが、同年8月からは第1世代の4K Maxと第3世代のFire TV Cubeにも対応した。
2024年11月21日、Xbox Games Store上で購入した一部ゲームタイトルが利用可能になった。対応時点では46タイトルが対象である。なお、Web上のXbox Cloud GamingとFire TV上のみの対応であり2025年には、Xbox コンソールとWindows PC版Xboxアプリに対応する予定である。

## 評価
レビュアーからの本サービスの第一印象は概ね肯定的なものだった。T-モバイルのLTE回線でダウンロード速度が25Mbpsしかない環境でプレイしても画質に影響はなく、移動中のバスや電車でのプレイでも画質の目立った低下はなかった。
レビュアーの報告では、ゲームがコンソールのハードドライブではなくより強力なリモートサーバーで実行されているため、携帯電話でのゲームの起動が速く感じられる他、ロード時間も最小限に抑えられ、PCゲーム体験に近づいているという。